# Lordithon trinotatus
Lordithon trinotatus är en skalbaggsart som först beskrevs av Wilhelm Ferdinand Erichson 1839.  Lordithon trinotatus ingår i släktet Lordithon, och familjen kortvingar. Enligt den finländska rödlistan är arten nära hotad i Finland. Arten är reproducerande i Sverige. Artens livsmiljö är lundskogar.